# Ilhéu de Vila Franca do Campo
Ilhéu de Vila Franca do Campo, manchmal auch nur Ilhéu de Vila genannt, ist eine kleine Insel vor dem Küstenort Vila Franca do Campo der Azoreninsel São Miguel.

## Geografie

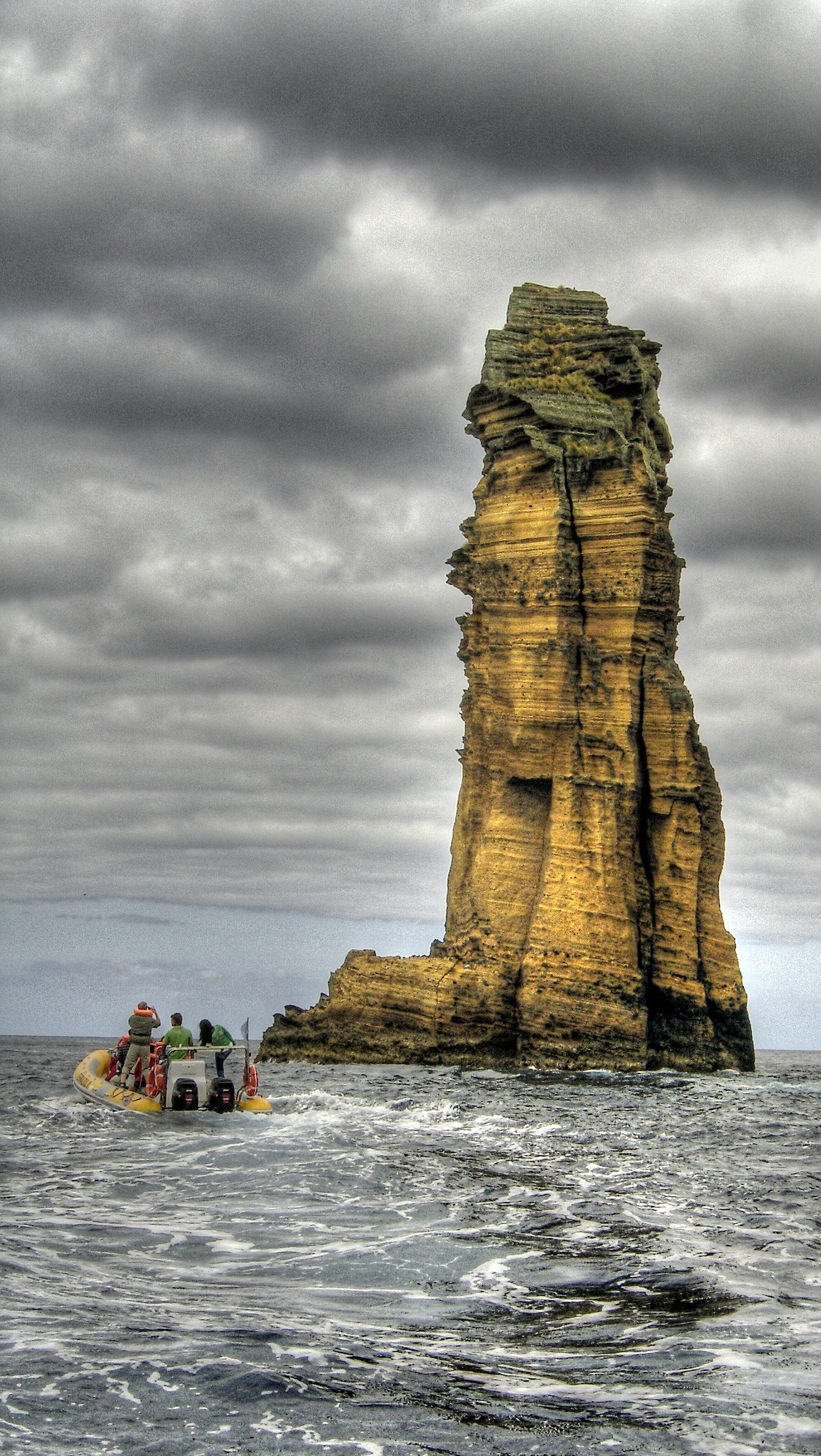
Die Felsnadel in der Baixa da Cozinha

Die Insel mit einer Gesamtfläche von 61.640 m² liegt etwa 500 Meter vor der Küste. Sie ist bis zu 63 Meter hoch und in Ost-West-Richtung 420 Meter lang. Die Insel besteht aus dem Rest eines Vulkanschlots, dessen Kraterwand an der Nordseite zur See hin durchbrochen ist und den Weg in die fast kreisrunde Kraterlagune Lagoa do Ilhéu de Vila Franca do Campo mit einem Durchmesser von 150 Metern freigibt. Entstanden ist die Ilhéu de Vila Franca do Campo durch einen untermeerischen Vulkanausbruch vom Surtsey-Typ, der sich vor 4000 bis 5000 Jahren ereignete. Sie besteht aus glasartigem Palagonittuff und Basalt. In der Bucht Baixa da Cozinha östlich der Insel ragt ein 19 Meter hoher Felsen aus dem Meer. Der Farilhão an der Südspitze ist 32 Meter hoch.

## Flora und Fauna
Die höher gelegenen Flächen der Ilhéu de Vila Franca do Campo werden von nicht mehr bewirtschafteten Weingärten dominiert. An zwei Stellen gibt es „Wälder“ aus Eisenholzbäumen (Metrosideros tomentosa). Der größte Teil der Insel ist mit der endemischen Baumheide (Erica azorica) bewachsen. An der Kliffküste gibt es Pflanzengemeinschaften aus Fels-Schwingel (Festuca petraea), Stechender Binse (Juncus acutus), Wilder Möhre (Daucus carota), Langlebiger Goldrute (Solidago sempervirens) und Meerfenchel (Crithmum maritimum).
Auf unzugänglichen Felsen der Insel brüten Gelbschnabel-Sturmtaucher und Fluss-Seeschwalben, beide Seevögel. Auch der Kleine Sturmtaucher, der Madeirawellenläufer und die Rosenseeschwalbe kommen vor, brüten dort aber nicht.

## Geschichte
Ein Teil der Insel war früher als Festung ausgebaut. In den Zeiten des Walfangs gab es hier einen Beobachtungsposten. Noch bis 1982 war die Insel in Privatbesitz und wurde zum Weinanbau genutzt. Seit 2004 steht sie unter Naturschutz. Ein
markierter Rundweg darf nicht verlassen werden. Gleichzeitig dürfen sich nur 200 Personen auf der Insel aufhalten. Während der Sommermonate wird die Kraterlagune als natürliches vor den Atlantikwellen geschütztes Schwimmbecken genutzt. Zur Insel verkehrt eine 60 Personen fassende Fähre.